# Mistrzostwa Europy w Zapasach 1998
50. Mistrzostwa Europy w zapasach odbyły się w maju. W stylu klasycznym walczono w Mińsku, a turniej w stylu wolnym kobiet i mężczyzn rozegrano w Bratysławie.

## Styl klasyczny

### Medaliści
| Konkurencja | Złoto                | Srebro                | Brąz            |
| ----------- | -------------------- | --------------------- | --------------- |
| -54 kg      | Boris Ambarcumow     | Natiq Eyvazov         | Marian Sandu    |
| -58 kg      | Armen Nazarian       | Rafik Simonian        | Igor Pietrienko |
| -63 kg      | Şeref Eroğlu         | Nikołaj Monow         | Ołeh Łytwynenko |
| -69 kg      | Aleksandr Trietjakow | Uładzimir Kapytau     | Adam Juretzko   |
| -76 kg      | Murat Kardanow       | Chwicza Biczinaszwili | Nazmi Avluca    |
| -85 kg      | Hamza Yerlikaya      | Siergiej Cwir         | Martin Lidberg  |
| -97 kg      | Siarhiej Lisztwan    | Mikael Ljungberg      | Hakkı Başar     |
| -125 kg     | Aleksandr Karielin   | Heorhij Sałdadze      | Serghei Mureico |

### Tabela medalowa
| Lp. | Państwo     | Złoto | Srebro | Brąz |
| --- | ----------- | ----- | ------ | ---- |
| 1   | Rosja       | 4     | 3      | 0    |
| 2   | Turcja      | 2     | 0      | 2    |
| 3   | Białoruś    | 1     | 1      | 1    |
| 4   | Bułgaria    | 1     | 0      | 1    |
| 5   | Ukraina     | 0     | 1      | 1    |
|     | Szwecja     | 0     | 1      | 1    |
| 7   | Gruzja      | 0     | 1      | 0    |
|     | Azerbejdżan | 0     | 1      | 0    |
| 9   | Niemcy      | 0     | 0      | 1    |
|     | Rumunia     | 0     | 0      | 1    |

## Styl wolny

### Medaliści
| Konkurencja | Złoto              | Srebro              | Brąz                     |
| ----------- | ------------------ | ------------------- | ------------------------ |
| -54 kg      | Ołeksandr Zacharuk | Gierman Kontojew    | Amiran Karndanof         |
| -58 kg      | Dawit Poghosiani   | Murad Umachanow     | Jewhen Busłowycz         |
| -63 kg      | Serafim Byrzakow   | Siarhiej Smal       | Elbrus Tedejew           |
| -69 kg      | Yüksel Şanlı       | Zaza Zazirow        | Wielichan Ałachwierdijew |
| -76 kg      | Alexander Leipold  | Arajik Geworkian    | Adam Sajtijew            |
| -85 kg      | Buwajsar Sajtijew  | Dawyd Biczinaszwili | Jozef Lohyňa             |
| -97 kg      | Eldar Kurtanidze   | Marek Garmulewicz   | Aftandil Ksantopulos     |
| -125 kg     | Aydın Polatçı      | Milan Mazáč         | Dawid Musulbies          |

### Tabela medalowa
| Lp. | Państwo  | Złoto | Srebro | Brąz |
| --- | -------- | ----- | ------ | ---- |
| 1   | Turcja   | 2     | 0      | 0    |
|     | Gruzja   | 2     | 0      | 0    |
| 3   | Ukraina  | 1     | 2      | 2    |
| 4   | Rosja    | 1     | 1      | 3    |
| 5   | Niemcy   | 1     | 0      | 0    |
|     | Bułgaria | 1     | 0      | 0    |
| 7   | Białoruś | 0     | 2      | 0    |
| 8   | Słowacja | 0     | 1      | 1    |
| 9   | Armenia  | 0     | 1      | 0    |
|     | Polska   | 0     | 1      | 0    |
| 11  | Grecja   | 0     | 0      | 2    |

## Kobiety styl wolny

### Medaliści
| Konkurencja | Złoto                    | Srebro               | Brąz                |
| ----------- | ------------------------ | -------------------- | ------------------- |
| -46 kg      | Inga Karamczakowa        | Mette Barlie         | Farah Touchi        |
| -51 kg      | Jelena Jegoszyna         | Tanja Sauter         | Angélique Berthenet |
| -56 kg      | Anna Gomis               | Sara Eriksson        | Diletta Giampiccolo |
| -62 kg      | Natalia Hartmann-Duenser | Stephanie Mary Gross | Lene Aanes          |
| -68 kg      | Ewelina Pruszko          | Galina Iwanowa       | Elmira Kurbanowa    |
| -75 kg      | Nina Englich             | Tetiana Komarnyćka   | Monika Kowalska     |

### Tabela medalowa
| Lp. | Państwo  | Złoto | Srebro | Brąz |
| --- | -------- | ----- | ------ | ---- |
| 1   | Rosja    | 2     | 0      | 1    |
| 2   | Niemcy   | 1     | 2      | 0    |
| 3   | Francja  | 1     | 0      | 2    |
| 4   | Polska   | 1     | 0      | 1    |
| 5   | Austria  | 1     | 0      | 0    |
| 6   | Norwegia | 0     | 1      | 1    |
| 7   | Bułgaria | 0     | 1      | 0    |
|     | Ukraina  | 0     | 1      | 0    |
|     | Szwecja  | 0     | 1      | 0    |
| 10  | Włochy   | 0     | 0      | 1    |